# Nuremberg International Human Rights Film Festival
Das Nuremberg International Human Rights Film Festival (NIHRFF) (englisch für „Internationales Nürnberger Filmfestival der Menschenrechte“) ist ein seit 1999 im Zweijahresturnus stattfindendes internationales Filmfestival. Das Festival findet im Anschluss an die Verleihung des Internationalen Nürnberger Menschenrechtspreises im Oktober statt.
Deutschlands ältestes und größtes Festival seiner Art bietet engagierten Spiel-, Dokumentar- und Animationsfilmen aus aller Welt, die Menschenrechtsthemen aufgreifen, ein Forum. Eine Auswahl der Filme nimmt am Wettbewerb um den „Nürnberger Filmpreis der Menschenrechte“ teil. Zu den Mitgliedern des Kuratoriums zählen unter anderen Doris Dörrie und Volker Schlöndorff. Die Schirmherrschaft übernahmen bislang unter anderen Michael Ballhaus, Ken Loach, Michael Verhoeven und Katja Riemann.
Die Hauptpreise werden in drei Kategorien vergeben; dem Filmpreis der Menschenrechte, der mit 2500 € dotiert ist, dem Publikumspreis und dem Preis der Open Eyes-Jugendjury, die jeweils mit 1000 € dotiert sind.

## Filmpreisverleihungen

### 1999
- La petite vendeuse de soleil von Djibril Diop Mambéty
- Kisangani Diary von Hubert Sauper
- Memoria von Ruggero Gabbai

### 2001
- Internationaler Nürnberger Filmpreis der Menschenrechte an Long Night’s Journey Into Day von Frances Reid und Deborah Hoffmann
- Internationaler Nürnberger Filmpreis der Menschenrechte – Special Mention an Süden (Sud) von Chantal Akerman

### 2003
- Internationaler Nürnberger Filmpreis der Menschenrechte an S-21: Die Todesmaschine der Roten Khmer (S-21, la machine de mort Khmère rouge) von Rithy Panh
- Internationaler Nürnberger Filmpreis der Menschenrechte – Special Mention an Otzenrather Sprung von Jens Schanze

### 2005
- Internationaler Nürnberger Filmpreis der Menschenrechte an Estamira von Marcos Prado
- Publikumspreis an Die Amateure und der General von Helge Cramer
- Preis der Open Eyes-Jugendjury an Bunso: The Youngest von Ditsi Carolino
- Internationaler Nürnberger Filmpreis der Menschenrechte – Special Mention an Mardi Gras: Made in China von David Redmon

### 2007
- Internationaler Nürnberger Filmpreis der Menschenrechte an El violín von Francisco Vargas
- Publikumspreis an Sisters in Law von Kim Longinotto und Florence Ayisi
- Preis der Open Eyes-Jugendjury an Favela Rising von Jeff Zimbalist und Matt Mochary
- Internationaler Nürnberger Filmpreis der Menschenrechte – Special Mention an Le papier ne peut pas envelopper la braise von Rithy Panh

### 2009
- Internationaler Nürnberger Filmpreis der Menschenrechte an Zui yu fa von Liang Zhao
- Publikumspreis an Burma VJ – Berichte aus einem verschlossenen Land (VJ: Reporter i et lukket land) von Anders Østergaard
- Preis der Open Eyes-Jugendjury an Burma VJ – Berichte aus einem verschlossenen Land (VJ: Reporter i et lukket land) von Anders Østergaard

### 2011
- Internationaler Nürnberger Filmpreis der Menschenrechte an El Premio von Paula Markovitch
- Publikumspreis an Syn Babilonu von Mohamed Al Daradji
- Preis der Open Eyes-Jugendjury an 9 Leben von Maria Speth
- Internationaler Nürnberger Filmpreis der Menschenrechte – Special Mention an Molf-e gand von Mahmoud Rahmani
- Preis der Open Eyes-Jugendjury – Special Mention an Cartonera von Maria Goinda

### 2013
Das 8. Filmfestival fand vom 2. Oktober bis zum 9. Oktober 2013 statt.
- Internationaler Nürnberger Filmpreis der Menschenrechte an Norte, hangganan ng kasaysayan von Lav Diaz
- Publikumspreis an No Fire Zone: The Killing Fields of Sri Lanka von Callum Macrae
- Preis der Open Eyes-Jugendjury an Ödland – Damit keiner das so mitbemerkt von Anne Kodura
- Preis der Open Eyes-Jugendjury – Special Mention an Call Me Kuchu von Katherine Fairfax Wright und Malika Zouhali-Worrall
- Preis für sein Lebenswerk an Mohammad Rasulof

### 2015
Das 9. Filmfestival fand vom 30. September bis zum 7. Oktober 2015 statt. Aus den insgesamt 730 eingereichten Filmen aus 113 Ländern wurden 58 Filme aus 39 Nationen ausgesucht. Die Preisträger wurden am 6. Oktober bekanntgegeben.
- Internationaler Nürnberger Filmpreis der Menschenrechte an Maidan von Sergei Loznitsa
- Publikumspreis an The Look of Silence von Joshua Oppenheimer
- Preis der Open Eyes-Jugendjury an Something Better to Come von Hanna Polak

### 2017
Das 10. Filmfestival fand vom 27. September bis zum 4. Oktober 2017 statt.
- Internationaler Nürnberger Filmpreis der Menschenrechte an Ta'ang von Wang Bing
- Publikumspreis an The War Show von Obaidah Zytoon und Andreas Dalsgaard
- Preis der Open Eyes-Jugendjury an Dil Leyla von Aslı Özarslan